# 1054
1054 là một năm trong lịch Gregory. Theo âm lịch, thì từ năm này một phần là Quý Tỵ, còn lại là Giáp Ngọ.

## Sự kiện
- Vua Lý Thánh Tông lên ngôi.
- Vua Lý Thánh Tông đổi quốc hiệu Đại Cồ Việt thành Đại Việt.
- SN 1054 hay Thiên Quan khách tinh, một siêu tân tinh từng được quan sát thấy rộng khắp trên Trái Đất trong năm 1054.

## Mất
- 19 tháng 4 - Giáo hoàng Leo IX (s. 1002)
- 3 tháng 11 - Lý Thái Tông (s. 1000)